# Masami Ueda
Masami Ueda (上田 雅美 Ueda Masami?) es un compositor de música para videojuegos. Ha compuesto la música de la serie de videojuegos Resident Evil. Ueda actualmente trabaja con el diseñador de sonido Daisuke Sakata en PlatinumGames.

## Lista de trabajos
- Resident Evil (1996)
- Resident Evil 2 (1998)
- Resident Evil 3 (1999)
- Resident Evil Orchestra (2001)
- Devil May Cry (2001)
- Viewtiful Joe (2003)
- Viewtiful Joe 2 (2004)
- Biohazard Sound Chronicle (2005)
- Ōkami (2006)
- Bayonetta (2009)